# جون ك. مكينيس
جون ك. مكينيس هو سياسي كندي، ولد في 29 أبريل 1854، وتوفي في 21 أكتوبر 1923.